# The Boring Company
The Boring Company (krócej TBC) – amerykańskie przedsiębiorstwo górnicze zajmujące się kopaniem tuneli, założone w 2016 roku przez Elona Muska. W styczniu 2018 roku sprzedało 20 tysięcy miotaczy ognia.
Przedsiębiorstwo prowadziło początkowo działalność jako jednostka zależna SpaceX. Od grudnia 2018 roku 90% kapitału było własnością Muska.
W marcu 2019 Kongres Odwiedzających i Gości Las Vegas (LVCVA) zarekomendował The Boring Company stworzenie do 2021 r. systemu transportu gości w pętli pod rozległym Las Vegas Convention Center (LVCC). W maju 2019 roku firma wygrała projekt o wartości 48,7 mln dolarów.